# Viacheslav Ivanov
Viacheslav Ivanovich Ivanov (em russo:  Вячеслав Иванович Иванов; Moscou, 16 de fevereiro jul. / 28 de fevereiro de 1866 greg. – Roma, 16 de julho de 1949) foi um poeta, tradutor e crítico literário russo.
Desde cedo foi atraído pela história e pela filosofia, seguindo os cursos do historiador Theodor Mommsen em Berlim. Enquanto trabalhava no seu estudo De Societatibus Vectigalium Publicorum Populi Romani, que só publicaria em 1911, impregnou-se das ideias de Nietzsche, cuja influência sobre ele seria - como a de Vladimir Soloviev - determinante.
Ivanov ficou por algum tempo em Paris e em Roma, onde freqüentava a Instituto Germânico. Em 1905 retornou para a Rússia, após ter publicado uma obra sobre o culto dionisíaco em 1903/04 e sua primeira coletânea de versos, Os astros pilotos, em 1903. Depois, instalou-se em São Petersburgo e tendo enviuvado duas vezes, deixou a Rússia por algum tempo. No seu retorno, passou a morar em Moscou.
Seu nome ficaria na história da literatura russa como o do principal teórico do simbolismo. Escreveu poesias como Trombeta ardente, Transparência e Doce mistério; tragédias como Tântalo e Prometeu e ensaios críticos como Vigília das estrelas e Coisas da pátria e do universo.

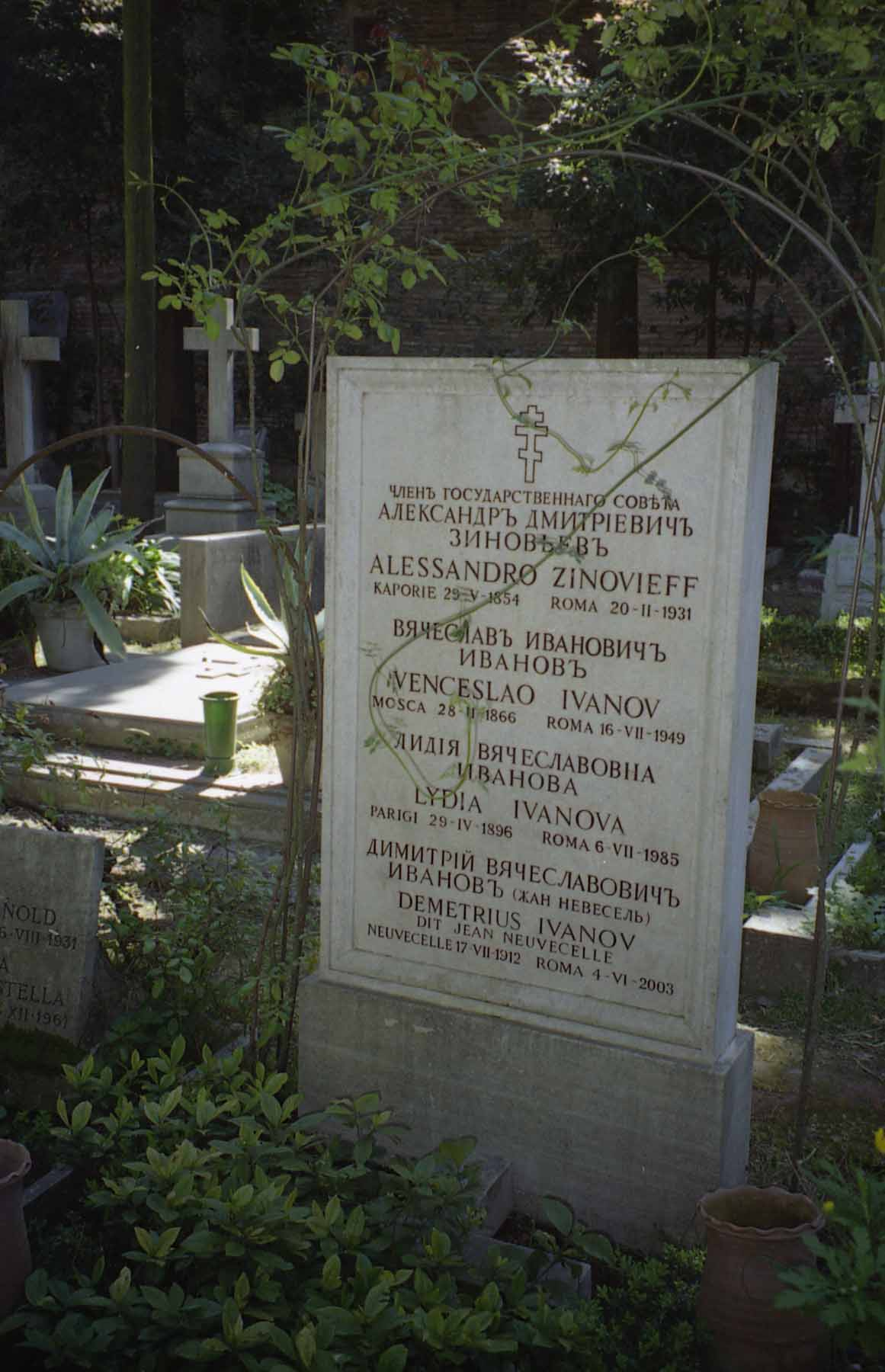
Sepultura de Ivanov no Cemitério Protestante em Roma

A revolução bolchevique de 1917 inspirou-lhe uma das mais belas coletâneas poéticas, os Sonetos de inverno, e uma das obras mais originais do pensamento moderno, Correspondência de um canto ao outro, em colaboração com o filósofo Mikhail Gershenzon.
Em 1921 Ivanov foi nomeado professor de grego da Universidade de Baku, na Rússia. A seguir, obteve permissão para ir à Itália, indo primeiro para Pavia e depois para Roma, onde viria a se estabelecer definitivamente, ensinando, publicando artigos em revistas e reeditando suas obras.
A importância de Ivanov consiste em ter procurado superar o individualismo dos simbolistas mediante uma espécie de comunhão entre o individual e o coletivo. Por esse motivo, Ivanov emprega em seus poemas o nós no lugar do eu. Sua escrita sublinha o aspecto religioso e místico da poesia e entende o poeta como um sacerdote, um mágico e um misterioso criador da vida.
Foi sepultado no Cemitério Protestante em Roma.